# Tonin afrykański
Tonin afrykański, tonin (Cephalorhynchus heavisidii) – gatunek ssaka morskiego z rodziny  delfinowatych (Delphinidae).

## Taksonomia
Gatunek po raz pierwszy zgodnie z zasadami nazewnictwa binominalnego opisał w 1828 roku angielski zoolog John Edward Gray nadając mu nazwę Delphinus (Grampus) Heavisidii. Holotyp pochodził z Przylądka Dobrej Nadziei, w Prowincji Przylądkowej Zachodniej, w Południowej Afryce. Okazem typowym była oprawiona skóra i czaszka, pierwotnie znajdująca się w kolekcji muzeum Royal College of Surgeons, obecnie w Muzeum Historii Naturalnej w Londynie; holotyp zebrany przez kapitana Heaviside’a.
Autorzy Illustrated Checklist of the Mammals of the World uznają ten gatunek za monotypowy.

### Etymologia
- Cephalorhynchus: gr. κεφαλη kephalē „głowa”; ῥυγχος rhunkhos „pysk”[18].
- heavisidii: kpt. Haviside (daty urodzenia i śmierci nieznane) był kapitanem statku zatrudnionym przez Brytyjska Kompania Wschodnioindyjską. Przyjął na pokład okaz typu tego delfina i przewiózł go z Kapsztadu do Anglii w 1827 roku wraz z resztą kolekcji Villeta. Gray omyłkowo umieścił dodatkowe „e” w nazwie naukowej zwierzęcia, co spowodowało, że zwykle nazywano ten gatunek „delfinem Heaviside’a” (być może był to przypadek błędnej tożsamości; inny kapitan, tym razem kapitan Heaviside – z pełnym „e” – był chirurgiem marynarki wojennej, który kolekcjonował okazy z zakresu historii naturalnej). W Brytyjskiej Kompanii Wschodnioindyjskie służyło dwóch kapitanów Haviside’ów w czasie opisu holotypu i nie wiadomo, czy delfin nosi imię Thomasa Haviside’a, który był kapitanem Elphinstone, czy Williama Haviside’a, kapitana Thames[19].

## Zasięg występowania
Tonin afrykański występuje w wodach przybrzeżnych południowo-zachodniej Afryki od około 17° szerokości geograficznej południowej w Angoli do Cape Point na około 34° szerokości geograficznej południowej w Południowej Afryce.

## Morfologia
Długość ciała do 170 cm; masa ciała samic do 75 kg. Noworodki osiągają długość ciała 80–85 cm. Głowa i ogon mają kolor ciemnoszary, a boki są jaśniejsze. W każdej szczęce znajduje się 22–28 par małych stożkowych zębów.

## Ekologia
Delfin ten żyje maksymalnie do 20 lat. Występuje w grupach liczących od 5 do 10 okazów. Potrafi dosyć szybko pływać i wyskakiwać nad wodę.

## Status zagrożenia
W Czerwonej księdze gatunków zagrożonych Międzynarodowej Unii Ochrony Przyrody i Jej Zasobów został zaliczony do kategorii NT (ang. near threatened „bliski zagrożenia”).